# Ben Gordon
Pour les articles homonymes, voir Gordon.
Benjamin Gordon, plus communément appelé Ben Gordon, né le 4 avril 1983 à Londres en Angleterre, est un joueur américano-britannique de basket-ball évoluant au poste d'arrière et mesurant 1,85 m.
Gordon grandit dans l'État de New York et poursuit ses études à l'université du Connecticut, qu'il mène au titre NCAA lors de sa saison junior en 2004. Il s'inscrit alors à la draft NBA, où il est sélectionné en troisième position par les Bulls de Chicago.
Candidat au titre de NBA Rookie of the Year (débutant de l'année), titre finalement remporté par Emeka Okafor, il reçoit le titre de NBA Sixth Man of the Year Award, meilleur sixième homme, devenant le premier rookie à obtenir cette distinction.

## Biographie

### Carrière universitaire
Ben Gordon nait à Londres, en Angleterre, de parents Jamaïcains. Il arrive aux États-Unis peu après sa naissance, et grandit à Mount Vernon à côté de New York. Gordon joue au basket-ball à l'école secondaire pour les Knights de Mount Vernon. Il fait partie des joueurs désignés All-State de l'État de New York et du Top 40 des recrutements pour le niveau universitaire. Il est recruté par les Pirates de Seton Hall, mais décide finalement de s'inscrire à l'université du Connecticut pour évoluer avec les Huskies. En 2004, aidé d'Emeka Okafor et de Charlie Villanueva entre autres, il remporte le Championnat NCAA contre les Yellow Jackets de Georgia Tech sur le score de 82-73.
À la suite de son année, Gordon se déclare éligible pour la draft NBA et est sélectionné au troisième rang par les Bulls de Chicago, son coéquipier Emeka Okafor étant lui sélectionné au deuxième rang par les Bobcats de Charlotte.

### Carrière NBA

#### Bulls de Chicago (2004-2009)

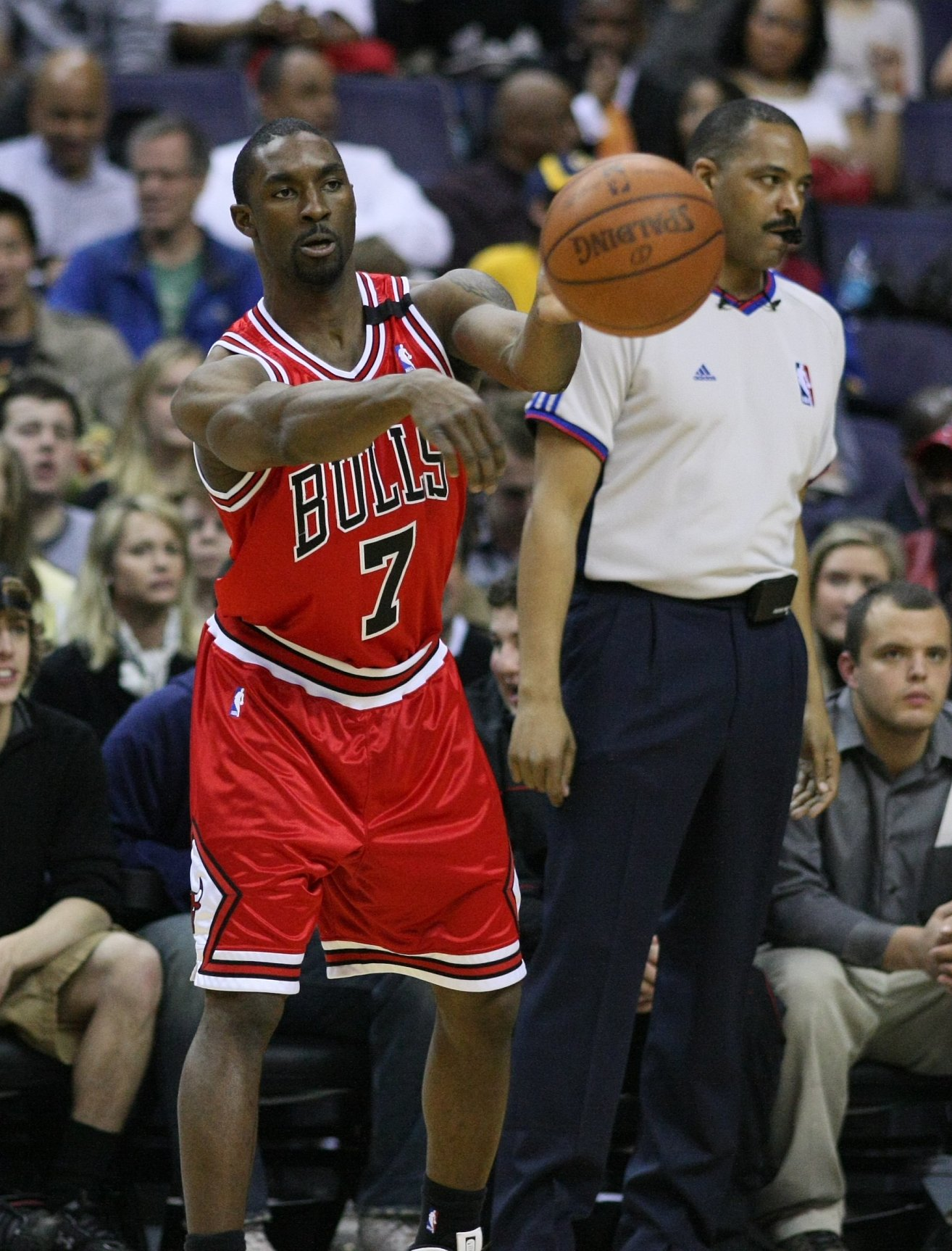
Gordon sous le maillot des Bulls.

Pour son arrivée aux Bulls de Chicago il porte le numéro 7, son ancien numéro le 4 étant retiré (Jerry Sloan). Il représente l'avenir des Bulls avec Kirk Hinrich et Luol Deng.
Lors de la saison 2004-2005, sa saison rookie, aussi appelé recrue, Gordon présente des moyennes de 15,1 points, 2,6 rebonds et 1,9 passe décisive par match tout en jouant 24,2 minutes par match. Il aide les Bulls à atteindre pour la première fois depuis l'ère Jordan (dernière en 1998) les playoffs, ou séries éliminatoires, en terminant quatrième de la Conférence Est. Les Bulls s'inclinent dès le premier tour face aux Wizards de Washington de Gilbert Arenas, Larry Hughes et Antawn Jamison sur le score de 4 à 2. Cette même année, il devient le premier rookie de l'histoire de la NBA à avoir reçu le titre du meilleur NBA Sixth Man of the Year. Il est désigné Rookie des mois de janvier, février et mars de la Conférence Est et fait partie de la NBA All-Rookie First Team. Gordon devient l'un des joueurs les plus décisifs de la ligue, en étant le joueur à marquer le plus souvent au moins 10 points dans le quatrième quart-temps cette saison. La performance est encore plus remarquable que Gordon devance de nombreux joueurs établis dans la ligue tels que Tracy McGrady et Kobe Bryant.
La saison 2005-2006, il alterne entre le cinq majeur et le banc (47 fois titulaire). Il finit avec une moyenne de 16,9 points, 2,7 rebonds et 3 passes décisives par match. Les Bulls terminent septième de la Conférence Est. Ils se font éliminer au premier tour par les futurs champions le Heat de Miami de Dwyane Wade et Shaquille O'Neal en six matches, 4 à 2. Le 14 avril 2006, lors d'une victoire des Bulls sur les Wizards de Washington, Gordon égale le record de Latrell Sprewell de paniers consécutifs à trois points dans un match avec 9.
La saison 2006-2007, il réalise son record de points marqués avec 48, contre les Bucks de Milwaukee pour une victoire 126-121. Il termine avec une moyenne de 21,4 points, 3,1 rebonds et 3,6 passes décisive par match. C'est sa meilleure saison NBA. Les Bulls terminent cinquième de la Conférence Est. Ils passent le premier tour contre le Heat 4 à 0 mais se font éliminer en demi-finale par les Pistons de Détroit de Chauncey Billups, Richard Hamilton et Tayshaun Prince 4 à 2.
La saison 2007-2008, Gordon connaît quelques blessures, il termine avec une moyenne de 18,6 points, 3,1 rebonds et 3 passes décisives par match (72 matchs). Les Bulls terminent onzième de la Conférence Est et ne font pas les playoffs.
La saison 2008-2009, Ben Gordon accepte l'offre de 6,4 millions de dollars des Bulls pour un an après ne pas avoir réussi à obtenir le contrat qu'il espérait. Le 27 décembre 2008, Gordon dépasse Scottie Pippen en devenant le meilleur marqueur de tirs à trois points des Bulls. Il finit avec des moyennes de 20,7 points, 3,5 rebonds et 3,4 passes décisives par match. Les Bulls, avec l'apport de Derrick Rose, choisit au premier rang de la draft, terminent septième de la Conférence Est. Ils se font éliminer au premier tour par les champions en titre, les Celtics de Boston, emmenés par le Big Three Paul Pierce, Kevin Garnett (absent pendant ces playoffs) et Ray Allen 4 à 3.

#### Pistons de Détroit (2009-2012)

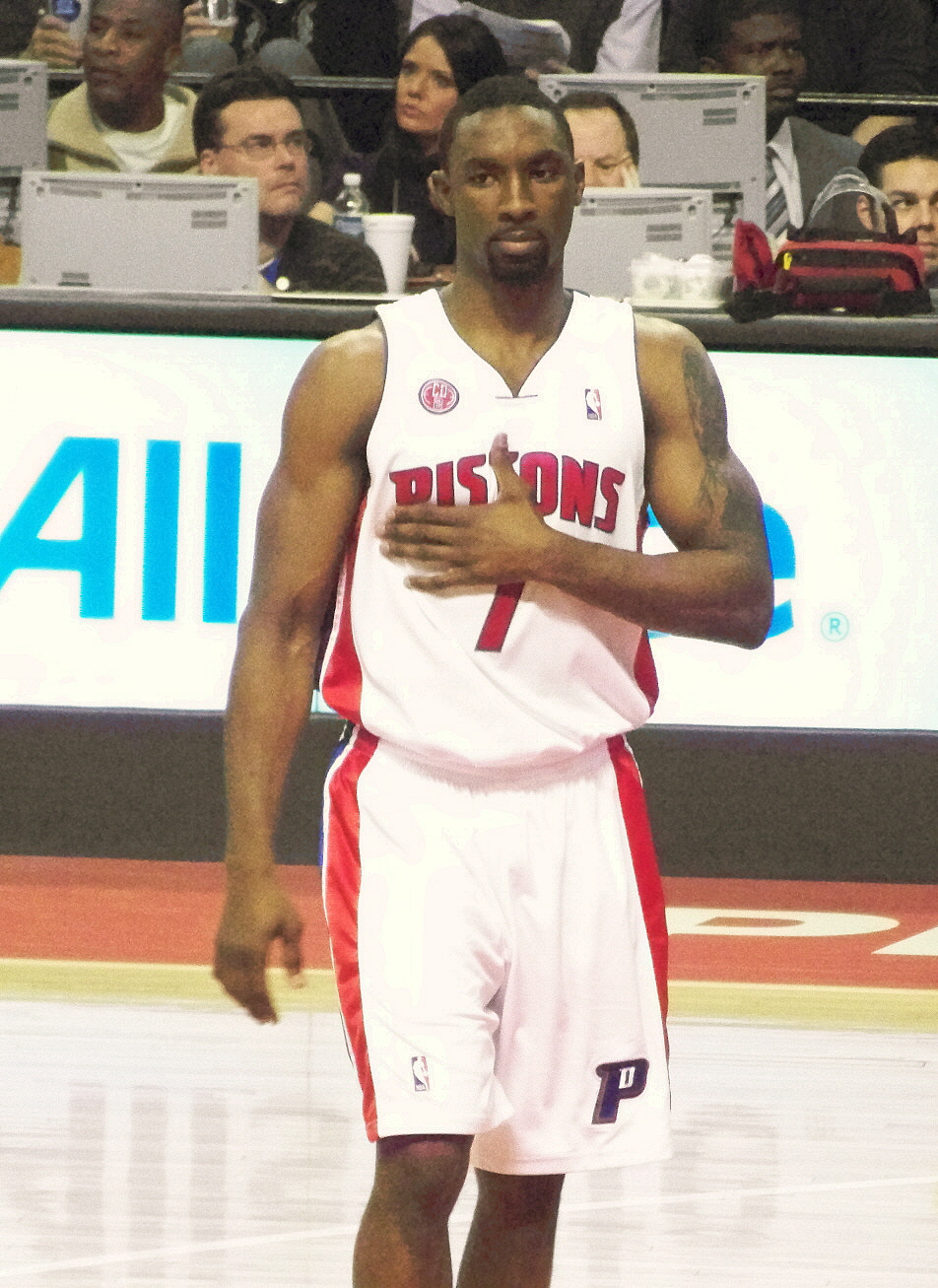
Gordon sous le maillot des Pistons.

Ben Gordon signe un contrat de 55 millions de dollars pour 5 ans avec les Pistons de Détroit. Il retrouve Charlie Villanueva qui lui vient de signer un contrat de 35 millions pour cinq ans.
Pour sa première saison (2009-2010) avec les Pistons, Gordon est souvent blessé et rate 20 matchs. Il termine avec une moyenne de 13,8 points, 1,9 rebond et 2,7 passes décisives par match. Malgré le retour de Ben Wallace, les Pistons terminent douzième de la Conférence Est. Le 9 janvier 2010, Gordon marque le dix millionième point de l'histoire de la NBA.
La saison 2010-2011 est la pire pour lui, il termine avec une moyenne de 11,2 points, 2,4 rebonds et 2,1 passes décisives par match. Les Pistons terminent onzième de la Conférence Est.
La saison 2011-2012 commence tard en raison du quatrième Lock-out de l'histoire de la NBA. Il prend fin le 26 novembre 2011 et la saison débute le 8 décembre 2011. Elle passe de 82 matchs à 66 matchs. 
Avec l'arrivée du rookie Brandon Knight, Ben Gordon choisit de prendre le numéro 8. Le 21 mars 2012, dans un match perdu contre les Nuggets de Denver, il réalise un 9 sur 9 à trois points égalant pour la deuxième fois le record de Latrell Sprewell. Il finit le match avec 45 points. 
Il termine la saison avec 12,5 points, 2,3 rebonds et 2,4 passes décisives par match. Les Pistons terminent dixième de la Conférence Est.

#### Bobcats de Charlotte (2012-2014)
En juin 2012, à deux jours de la draft, les Pistons décident d'échanger Ben Gordon, aux Bobcats de Charlotte contre Corey Maggette et un futur premier tour de draft de Detroit.
Le 28 novembre 2012, Gordon marque 20 points dans le quatrième quart temps du match perdu contre les Hawks d'Atlanta 91-94. Il devient le meilleur marqueur en un quart temps de l'histoire des Bobcats. Il termine le match avec 26 points (7 sur 11 aux tirs, faisant un 7 sur 10 à trois points). 
Le 3 décembre 2012, lors d'une défaite contre les Trail Blazers de Portland 118 - 112, Ben Gordon marque 29 points et dépasse les 10 000 points en carrière. Il termine la saison avec 11,2 points, 1,7 rebond et 1,9 passe décisive par match. Les Bobcats terminent quatorzième de la Conférence Est.
Le 21 février 2014, il entame des discussions avec les Bobcats pour être libéré de son contrat. Le 2 mars, il est officiellement licencié par les Bobcats mais ne peut pas participer aux playoffs car son licenciement a eu lieu après le 1er mars. Il termine cette saison cauchemar avec 5,2 points, 1,7 rebond et 1,4 passe décisive pour seulement 19 matchs joués. Les Bobcats terminent septième de la Conférence Est et se font éliminer par le Heat de Miami au premier tour des playoffs.

#### Magic d'Orlando (2014-2015)
Le 2 juillet 2014, Ben Gordon signe un contrat de 9 millions de dollars sur 2 ans avec le Magic d'Orlando.

## Palmarès
Il est élu dans le premier cinq des NBA All-Rookie First Team, ou recrue, lors de la saison 2004-2005. La même saison, il est désigné NBA Sixth Man of the Year Award, meilleur sixième homme de la saison. Il est également désigné à trois reprises meilleur débutant du mois de la conférence Est, en janvier, février et mars 2005.

## Statistiques

### Saison régulière NBA
| Sixième homme de l'année |

| Saison    | Équipe    | Matchs | Titul. | Min./m | % Tir | % 3pts | % LF | Rbds/m. | Pass/m. | Int/m. | Ctr/m. | Pts/m. |
| --------- | --------- | ------ | ------ | ------ | ----- | ------ | ---- | ------- | ------- | ------ | ------ | ------ |
| 2004-2005 | Chicago   | 82     | 3      | 24.4   | 41.1  | 40.5   | 86.3 | 2.6     | 2.0     | 0.6    | 0.1    | 15.1   |
| 2005-2006 | Chicago   | 80     | 47     | 31.0   | 42.2  | 43.5   | 78.7 | 2.7     | 3.0     | 0.9    | 0.1    | 16.9   |
| 2006-2007 | Chicago   | 82     | 51     | 33.0   | 45.5  | 41.3   | 86.4 | 3.1     | 3.6     | 0.8    | 0.2    | 21.4   |
| 2007-2008 | Chicago   | 72     | 27     | 31.8   | 43.4  | 41.0   | 90.8 | 3.1     | 3.0     | 0.8    | 0.1    | 18.6   |
| 2008-2009 | Chicago   | 82     | 76     | 36.6   | 45.5  | 41.0   | 86.4 | 3.5     | 3.4     | 0.9    | 0.3    | 20.7   |
| 2009-2010 | Detroit   | 62     | 17     | 27.9   | 41.6  | 32.1   | 86.1 | 1.9     | 2.7     | 0.8    | 0.1    | 13.8   |
| 2010-2011 | Détroit   | 82     | 27     | 26.0   | 44.0  | 40.2   | 85.0 | 2.4     | 2.1     | 0.6    | 0.2    | 11.2   |
| 2011-2012 | Détroit   | 52     | 21     | 26.9   | 44.2  | 42.9   | 86.0 | 2.3     | 2.4     | 0.7    | 0.2    | 12.5   |
| 2012-2013 | Charlotte | 75     | 0      | 20.8   | 40.8  | 38.7   | 84.3 | 1.7     | 1.9     | 0.5    | 0.2    | 11.2   |
| 2013-2014 | Charlotte | 19     | 0      | 14.7   | 34.3  | 27.6   | 81.0 | 1.4     | 1.1     | 0.5    | 0.1    | 5.2    |
| 2014-2015 | Orlando   | 56     | 0      | 14.1   | 43.7  | 36.1   | 83.6 | 1.1     | 0.9     | 0.3    | 0.0    | 6.2    |
| Carrière  | Carrière  | 744    | 269    | 27.4   | 43.2  | 40.1   | 85.7 | 2.5     | 2.5     | 0.7    | 0.2    | 14.9   |

### Playoffs NBA
| Saison   | Équipe   | Matchs | Titul. | Min./m | % Tir | % 3pts | % LF | Rbds/m. | Pass/m. | Int/m. | Ctr/m. | Pts/m. |
| -------- | -------- | ------ | ------ | ------ | ----- | ------ | ---- | ------- | ------- | ------ | ------ | ------ |
| 2005     | Chicago  | 6      | 1      | 25.5   | 40.5  | 31.8   | 80.0 | 2.7     | 2.5     | 0.8    | 0.3    | 14.5   |
| 2006     | Chicago  | 6      | 6      | 40.8   | 40.6  | 36.6   | 67.6 | 3.3     | 3.0     | 1.0    | 0.0    | 21.0   |
| 2007     | Chicago  | 10     | 10     | 39.5   | 41.5  | 43.6   | 92.1 | 3.8     | 3.8     | 0.9    | 0.1    | 20.4   |
| 2009     | Chicago  | 7      | 7      | 43.4   | 38.8  | 37.0   | 87.5 | 2.9     | 3.0     | 0.4    | 0.1    | 24.3   |
| Carrière | Carrière | 29     | 24     | 37.9   | 40.3  | 38.4   | 84.0 | 3.2     | 3.1     | 0.8    | 0.1    | 20.2   |

## Records en NBA

### Records sur une rencontre
Les records personnels de Ben Gordon en NBA sont les suivants, :
| Type de statistique        | Saison régulière | Saison régulière     | Saison régulière | Playoffs | Playoffs              | Playoffs      |
| Type de statistique        | Record           | Adversaire           | Date             | Record   | Adversaire            | Date          |
| -------------------------- | ---------------- | -------------------- | ---------------- | -------- | --------------------- | ------------- |
| Points                     | 48               | @ Bucks de Milwaukee | 4 mars 2007      | 42       | @ Celtics de Boston   | 20 avril 2009 |
| Paniers marqués            | 18               | @ Bucks de Milwaukee | 4 mars 2007      | 14       | @ Celtics de Boston   | 20 avril 2009 |
| Paniers tentés             | 32               | @ Bucks de Milwaukee | 4 mars 2007      | 24       | @ Celtics de Boston   | 20 avril 2009 |
| Paniers à 3 points réussis | 9                | 3 fois               | 3 fois           | 6        | @ Celtics de Boston   | 20 avril 2009 |
| Paniers à 3 points tentés  | 13               | @ Suns de Phoenix    | 4 février 2006   | 12       | @ Celtics de Boston   | 2 mai 2009    |
| Lancers francs réussis     | 19               | Nets du New Jersey   | 11 avril 2006    | 15       | @ Celtics de Boston   | 2 mai 2009    |
| Lancers francs tentés      | 21               | Nets du New Jersey   | 11 avril 2006    | 15       | @ Celtics de Boston   | 2 mai 2009    |
| Rebonds offensifs          | 4                | 3 fois               | 3 fois           | 2        | 4 fois                | 4 fois        |
| Rebonds défensifs          | 8                | 2 fois               | 2 fois           | 6        | Heat de Miami         | 21 avril 2007 |
| Rebonds totaux             | 9                | Magic d'Orlando      | 3 décembre 2010  | 7        | 2 fois                | 2 fois        |
| Passes décisives           | 9                | Bucks de Milwaukee   | 6 novembre 2006  | 11       | Heat de Miami         | 21 avril 2007 |
| Interceptions              | 4                | 2 fois               | 2 fois           | 3        | @ Heat de Miami       | 29 avril 2007 |
| Contres                    | 2                | 13 fois              | 13 fois          | 2        | Wizards de Washington | 24 avril 2005 |
| Balles perdues             | 9                | Knicks de New York   | 7 janvier 2012   | 6        | 2 fois                | 2 fois        |
| Minutes jouées             | 50               | @ Heat de Miami      | 9 mars 2009      | 51       | @ Celtics de Boston   | 28 avril 2009 |

- Double-double : 1 (dont 1 en playoffs)
- Triple-double : 0

### Records en carrière
- 9 tirs à 3 points réussis sans en rater un seul le 14 avril 2006 contre les Wizards de Washington et le 21 mars 2012 contre les Nuggets de Denver. Il détient ce record avec Latrell Sprewell.

## Statistiques en carrière
| Années      | Franchise            | Points | Passes Décisives | Rebonds |
| ----------- | -------------------- | ------ | ---------------- | ------- |
| 2004 - 2009 | Bulls de Chicago     | 7 372  | 1 192            | 1 196   |
| 2009 - 2012 | Pistons de Détroit   | 2 424  | 464              | 435     |
| 2012 - 2014 | Bobcats de Charlotte | 939    | 162              | 157     |
| 2014 -      | Magic d'Orlando      |        |                  |         |